# Bart Ehrman
Bart Denton Ehrman (Lawrence, Kansas; 5 de octubre de 1955) es un filólogo y teólogo estadounidense. Siendo erudito sobre el Nuevo Testamento y experto en el paleocristianismo, actualmente es el jefe del Departamento de Estudios Religiosos de la Universidad de Carolina del Norte en Chapel Hill. Si bien Ehrman es uno de los principales estudiosos académicos del Nuevo Testamento, ha alcanzado fama también entre los lectores sin especialización en la materia; cuatro de sus obras han figurado en la lista de libros de mayores ventas de The New York Times.

## Formación
Ehrman se crio en Lawrence, Kansas, Estados Unidos de América, y asistió a la preparatoria Lawrence High School, donde formó parte del equipo campeón estatal de debate en 1973. Empezó a estudiar la Biblia y sus idiomas originales en el Instituto Bíblico Moody y concluyó su licenciatura como magna cum laude en 1978 en el Wheaton College de Illinois. Luego obtuvo su maestría en Teología del Princeton Theological Seminary en 1981 y se doctoró magna cum laude en 1985 en la misma institución, donde fue alumno de Bruce Metzger.

## Trayectoria profesional
Ehrman se convirtió de adolescente al cristianismo evangélico. En sus libros narra su entusiasmo juvenil de cristiano fundamentalista renacido, seguro de que Dios había inspirado la redacción de la Biblia y había protegido los textos de ésta de todo error. Su deseo por entender el texto original de la Biblia lo llevó a estudiar lenguas antiguas y crítica textual. Sus estudios teológicos de posgrado, sin embargo, finalmente lo convencieron de que era forzoso reconocer las contradicciones de los manuscritos bíblicos en vez de procurar la armonización o reconciliación de discrepancias.
Permaneció cristiano liberal durante quince años, pero más tarde se volvió ateo-agnóstico después de lidiar con los problemas filosóficos del mal y el sufrimiento. 
Fue presidente de la Región Sudeste de la Sociedad de Literatura Bíblica y trabajó como editor de un número de publicaciones de la Sociedad. Actualmente coedita la serie «Nuevo Testamento, Herramientas y Estudios».
Gran parte de la obra de Ehrman se ha focalizado en diversos aspectos de la tesis de Walter Bauer, según la cual al cristianismo lo caracterizaron siempre la diversificación o las confrontaciones internas. A menudo se considera pionero a Ehrman por relacionar la historia de la iglesia primitiva con las variantes textuales dentro de los manuscritos bíblicos y por acuñar términos tales como «cristianismo proto-ortodoxo» para denominar el cristianismo que existió antes del establecimiento del consenso teológico u ortodoxia. En sus escritos, Ehrman procura mostrar que desde la época de los Padres de la Iglesia se acusaba a los tachados de herejes (como por ejemplo Marción) de alterar los manuscritos bíblicos. Ehrman teoriza que fue más a menudo la ortodoxia la que «corrompió» los manuscritos, alterando el texto para promover puntos de vista particulares.
Ehrman ha escrito veinte libros y también ha participado en diversos debates y discusiones contra apologistas cristianos, relacionados con temas como la resurrección de Cristo y sus milagros, teniendo como posición propia la idea de que la resurrección y los milagros no pueden ser demostrados ni aceptados, pero tampoco rechazados por las ciencias históricas.

## Vida personal
Actualmente Ehrman no es cristiano; de hecho se considera ateo agnóstico según sus propias palabras, y critica las visiones fundamentalistas del Jesús histórico. Está casado con Sarah Beckwith, con quien tiene una hija, Kelly, y un hijo, Derek.

## Obras del autor

### Traducidas al castellano
- Ehrman, Bart. Jesús: el profeta judío apocalíptico. Ediciones Paidós. ISBN 978-8449310270.
- Ehrman, Bart (2003). Los Cristianismos perdidos. Los credos proscritos del Nuevo Testamento. Crítica, Barcelona. 2003. ISBN 978-84-8432-573-4.
- Ehrman, Bart. Jesús no dijo eso, los errores y falsificaciones de la Biblia. Crítica, Barcelona. ISBN 978-84-8432-852-0.
- Ehrman, Bart. Simón Pedro, Pablo de Tarso y María Magdalena. Crítica, Barcelona. ISBN 978-84-8432-889-6.
- Ehrman, Bart. Verdades y mentiras de El Código da Vinci. Poliedro, Barcelona. ISBN 978-84-96071-60-5.
- Ehrman, Bart (2007). El Evangelio de Judas. Crítica, Barcelona. ISBN 84-8432-929-1.
- Ehrman, Bart (2008). ¿Dónde está Dios?: El problema del sufrimiento humano. Crítica, Barcelona. ISBN 978-84-8432-563-5.

### En inglés
- Ehrman, Bart (2014). How Jesus Became God: The Exaltation of a Jewish Preacher from Galilee. HarperOne, USA. ISBN 978-0-06-177818-6.
- Ehrman, Bart (2012). Did Jesus Exist? The Historical Argument for Jesus of Nazareth. HarperCollins, USA. ISBN 978-0-06-220460-8.
- Ehrman, Bart (2009). Jesus, interrupted : revealing the hidden contradictions in the Bible (and why we don't know about them). HarperCollins. ISBN 978-0-06-117393-6.
- Ehrman, Bart (2008). God's Problem: How the Bible Fails to Answer Our Most Important Question — Why We Suffer. HarperOne, USA. ISBN 0-06-117397-5.
- Ehrman, Bart (2006). The Lost Gospel of Judas Iscariot: A New Look at Betrayer and Betrayed. Oxford University Press, USA. ISBN 0-19-531460-3.
- Ehrman, Bart (2006). Peter, Paul, and Mary Magdalene: The Followers of Jesus in History and Legend. Oxford University Press, USA. ISBN 0-19-530013-0.
- Ehrman, Bart (2005). Misquoting Jesus: The Story Behind Who Changed the Bible and Why. HarperSanFrancisco. ISBN 0-06-073817-0.
- Metzger, Bruce M.; Ehrman, Bart (2005). The Text of the New Testament: Its Transmission, Corruption, and Restoration. Oxford University Press, USA. ISBN 0-19-516667-1.
- Ehrman, Bart (2004). Truth and Fiction in The Da Vinci Code: A Historian Reveals What We Really Know about Jesus, Mary Magdalene, and Constantine. Oxford University Press, USA. ISBN 0-19-518140-9.
- Ehrman, Bart (2004). A Brief Introduction to the New Testament. Oxford University Press, USA. ISBN 0-19-516123-8.
- Ehrman, Bart (2003). The New Testament: A Historical Introduction to the Early Christian Writings. Oxford University Press, USA. ISBN 0-19-515462-2.
- Ehrman, Bart; Jacobs, Andrew S. (2003). Christianity in Late Antiquity, 300-450 C.E.: A Reader. Oxford University Press, USA. ISBN 0-19-515461-4.
- Ehrman, Bart (2003). The Apostolic Fathers: Volume II. Epistle of Barnabas. Papias and Quadratus. Epistle to Diognetus. The Shepherd of Hermas. Harvard University Press. ISBN 0-674-99608-9.
- Ehrman, Bart (2003). The Apostolic Fathers: Volume I. I Clement. II Clement. Ignatius. Polycarp. Didache. Harvard University Press. ISBN 0-674-99607-0.
- Ehrman, Bart (2003). The New Testament and Other Early Christian Writings: A Reader. Oxford University Press, USA. ISBN 0-19-515464-9.
- Ehrman, Bart (2003). Lost Scriptures: Books that Did Not Make It into the New Testament. Oxford University Press, USA. ISBN 0-19-514182-2.
- Ehrman, Bart (1999). Jesus: Apocalyptic Prophet of the New Millennium. Oxford University Press, USA. ISBN 0-19-512474-X.
- Ehrman, Bart (1998). After the New Testament: A Reader in Early Christianity. Oxford University Press, USA. ISBN 0-19-511445-0.
- Ehrman, Bart (1996). The Orthodox Corruption of Scripture: The Effect of Early Christological Controversies on the Text of the New Testament. Oxford University Press, USA. ISBN 0-19-510279-7.
- Ehrman, Bart (1987). Didymus the Blind and the Text of the Gospels (The New Testament in the Greek Fathers; No. 1). Society of Biblical Literature. ISBN 1-55540-084-1.